# Pentarrhinum ledermannii
Espèce
Synonymes
- Cynanchum ledermannii Schltr.[1]
- Pentarrhinum abyssinicum ijimense Goyder[2]
- Pentarrhinum abyssinicum subsp. ijimense Goyder[1]
- Pentarrhinum ledermannii (Schltr.) Goyder & Liede (Schltr.) Goyder & Liede (préféré par UICN)[2]

Statut de conservation UICN

 VU B2ab(iii) : Vulnérable
Pentarrhinum ledermannii est une espèce de plantes à fleurs de la famille des Apocynaceae et du genre Pentarrhinum, présente en Afrique tropicale.

## Étymologie
Son épithète spécifique rend hommage au botaniste suisse Carl Ludwig Ledermann qui récolta les premiers spécimens en 1909.

## Description
C'est une liane herbacée grimpante.

## Distribution
Assez rare, d'abord jugée « en danger critique d'extinction » puis reclassée comme « vulnérable » grâce à la découverte de nouvelles localisations, l'espèce a été observée principalement au Cameroun dans deux régions (Nord et Nord-Ouest), également en Tanzanie et au Burundi.